# عیاشی و پالایش
| بررسی انتقادی            | بررسی انتقادی |
| منبع                     | رتبه‌بندی      |
| ------------------------ | ------------- |
| آل‌میوزیک                 | [ ۱ ]         |
| دانشنامه موسیقی عامه‌پسند | [ ۲ ]         |

عیاشی و پالایش (به انگلیسی: Binge & Purge) دومین آلبوم استودیویی از گروهٔ موسیقی پانک راک آمریکایی لوناچیکس می‌باشد که در سال ۱۹۹۲ از سوی سیف هاوس منتشر گردید.